# Zeugophora scutellaris
Zeugophora scutellaris – gatunek chrząszcza z rodziny Megalopodidae i podrodziny Zeugophorinae. Zamieszkuje palearktyczną Eurazję i nearktyczną Amerykę Północną.

## Taksonomia
Gatunek ten opisany został po raz pierwszy w 1840 roku przez Eduarda Suffriana.

## Morfologia
Chrząszcz o ciele długości od 3 do 4 mm. Głowa jest czerwonawożółta z czarnymi oczami, czasem też z czarnym ciemieniem. Cała powierzchnia czoła pokryta jest punktowaniem – na jego środku brak jest wyraźnego pasa niepunktowanego. Punktowanie głowy jest gęstsze i w tyle delikatniejsze niż u Z. subspinosa. Czułki są czerwonawożółte w części nasadowej i czarne w pozostałej. Czerwonawożółte przedplecze ma powierzchnię wyraźnie, głęboko i niezbyt gęsto punktowaną. Brzegi boczne przedplecza wyciągnięte są pośrodku długości w tępo zwieńczone guzki. Barwa tarczki zwykle jest czerwonawożółta, ale u okazów o czarnym ciemnieniu również czarna. Pokrywy zawsze są czarne. Kolor odnóży jest czerwonawożółty.
Larwa ma spłaszczone, żółto ubarwione ciało o zredukowanych odnóżach.

## Ekologia i występowanie

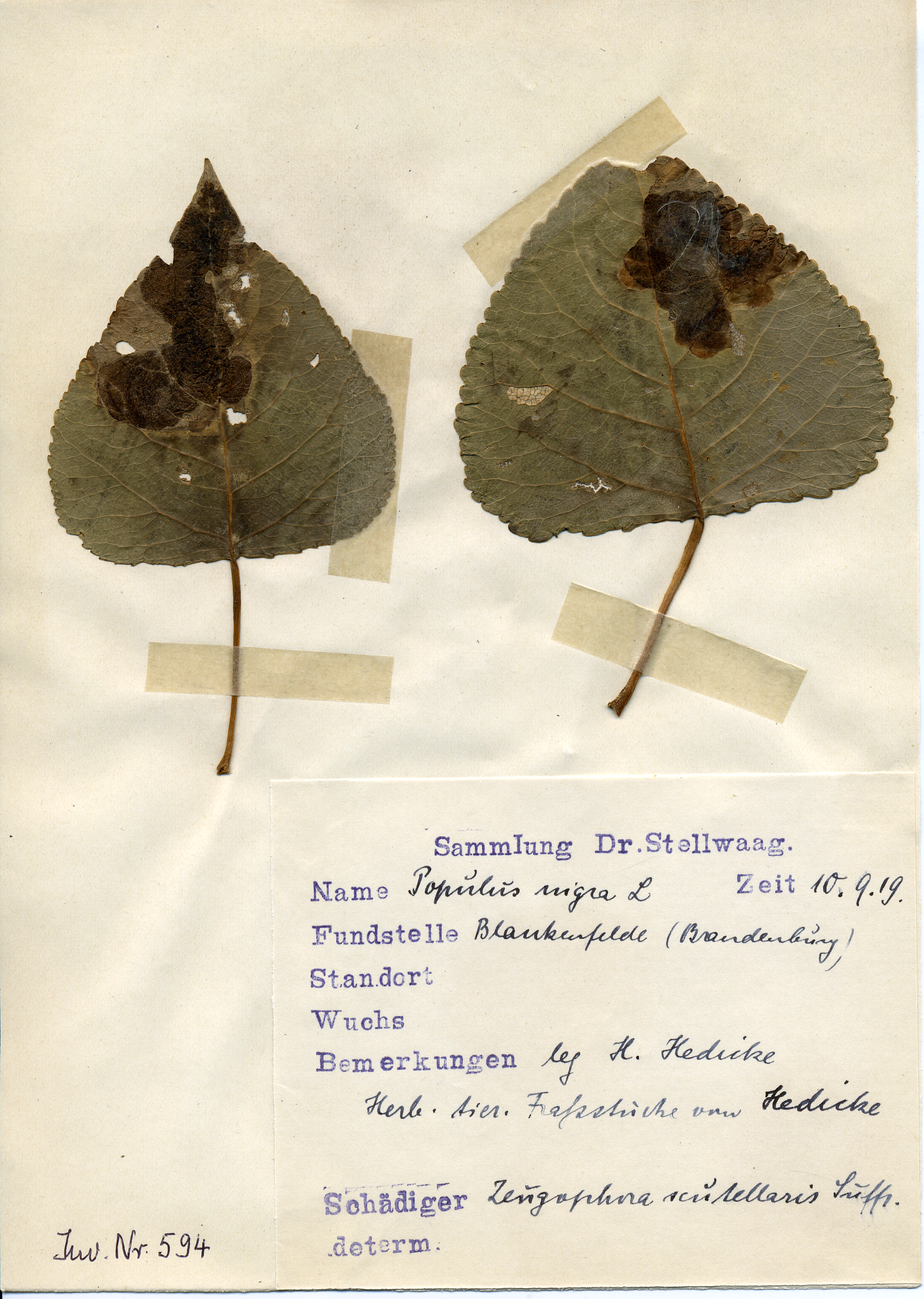
Miny na liściach

Zarówno larwy, jak i postacie dorosłe są monofagicznymi fitofagami żerującymi na topolach, zwłaszcza na topoli czarnej i osice. Aktywne osobniki dorosłe obserwuje się od kwietnia do października. Samice składają jaja na spodzie liścia topoli w niewielkim dołku, który potem zakrywają wydzieliną. Rozwój larw ma miejsce od czerwca do sierpnia. Larwy są endofoliofagami minującymi liście rośliny żywicielskiej. Żerują grupowo tworząc na wierzchniej stronie liścia minę w postaci dużej, czarniawobrązowej łaty. Jesienią wyrośnięte larwy opuszczają liść przez szparę utworzoną na jego górnej powierzchni i schodzą do gleby, gdzie następuje przepoczwarczenie. Stadium zimującym jest poczwarka lub owad dorosły.
Gatunek holarktyczny. W Europie znany jest z Francji, Belgii, Holandii, Niemiec, Szwajcarii, Austrii, Włoch, Danii, Szwecji, Norwegii, Finlandii, Łotwy, Litwy, Polski, Czech, Słowacji, Węgier, Białorusi i północnoeuropejskiej części Rosji. W Azji podawany jest z syberyjskiej części Rosji, Turcji, Syrii, Izraela, Kazachstanu, Tadżykistanu, Kirgistanu, Iranu i Chin. W Polsce jest owadem rzadko spotykanym, stwierdzonym na nielicznych stanowiskach. Na „Czerwonej liście gatunków zagrożonych Republiki Czeskiej” umieszczony został jako gatunek zagrożony wymarciem (EN).